# Ocean's Thirteen
Pour les articles homonymes, voir Océan (homonymie).
Série Ocean's
Ocean's Twelve
(2004) Ocean's 8
(2018)
Pour plus de détails, voir Fiche technique et Distribution.
Ocean's Thirteen, ou Danny Ocean 13 au Québec, est un film américain réalisé par Steven Soderbergh, sorti en 2007. Il constitue le troisième et dernier opus de la trilogie Ocean, faisant suite à Ocean's Eleven (2001) et Ocean's Twelve (2004) du même réalisateur.
George Clooney, Brad Pitt et Matt Damon mènent une troisième fois la distribution d'ensemble, tandis que David Holmes revient lui aussi à nouveau à la musique.

## Synopsis
Danny Ocean convoque ses complices à Las Vegas : leur ami et mentor Reuben Tishkoff a été victime d'un infarctus du myocarde, à cause de son association avec Willy Bank, magnat des casinos réputé sans scrupule et sans pitié. Ce dernier a doublé Reuben et l'a laissé pour mort. La bande de Danny décide d'infliger une sévère correction à ce nouvel ennemi, qui va inaugurer en grande pompe son nouvel établissement, « The Bank ». Tous les moyens seront bons : truquer les dés, la roulette, pirater les machines à sous, les mélangeurs de cartes, ruiner le séjour de l'homme chargé d'évaluer l'hôtel pour Royal Review, provoquer un tremblement de terre, et même faire alliance avec leur pire ennemi, Terry Benedict. Ce dernier ne voit pas d'un bon œil l'arrivée de Willy Bank car son casino gêne la piscine de son Bellagio.

## Fiche technique
- Titre original et français : Ocean's Thirteen
- Titre québécois : Danny Ocean 13[2]
- Réalisation : Steven Soderbergh
- Scénario : David Levien et Brian Koppelman, d'après les personnages de George Clayton Johnson et Jack Golden Russell
- Musique : David Holmes
- Direction artistique : Tony Fanning et Doug J. Meerdink
- Décors : Philip Messina
- Costumes : Louise Frogley
- Photographie : Steven Soderbergh
- Son : Larry Blake, Detlef Halaski, Tim LeBlanc
- Montage : Stephen Mirrione
- Production : Jerry Weintraub
  - Production déléguée : Gregory Jacobs, Bruce Berman, Frederic W. Brost et Susan Ekins
  - Production associée : Robin Le Chanu
- Sociétés de production[3] : Jerry Weintraub Productions et Section Eight, avec la participation de Warner Bros., en association avec Village Roadshow Pictures
- Société de distribution : Warner Bros.
- Budget : 85 millions de $[4]
- Pays de production :  États-Unis
- Langues originales : anglais, espagnol, mandarin et français
- Format[5] : couleur (Technicolor) - 2,39:1 (Cinémascope) - 35 mm - son DTS | Dolby Digital | SDDS
- Genre : comédie et thriller
- Durée : 122 minutes
- Dates de sortie[6] :
  - France : 24 mai 2007 (Festival de Cannes - Hors compétition) ; 20 juin 2007 (sortie nationale)
  - États-Unis : 6 juin 2007 (CineVegas International Film Festival) ; 8 juin 2007 (sortie nationale)
  - Canada : 8 juin 2007
  - Belgique : 13 juin 2007
  - Suisse romande : 20 juin 2007[7]
- Classification[8] :
  - États-Unis : accord parental recommandé, film déconseillé aux moins de 13 ans (PG-13 - Parents Strongly Cautioned)[Note 1] ; déconseillé aux enfants âgés de moins de 14 ans) à la télévision (TV-14)[Note 2]
  - France : tous publics[9]

## Distribution
- George Clooney (VF : Samuel Labarthe et VQ : Daniel Picard) : Daniel « Danny » Ocean
- Brad Pitt (VF : Jean-Pierre Michaël et VQ : Alain Zouvi) : Robert Charles « Rusty » Ryan
- Matt Damon (VF : Damien Boisseau et VQ : Gilbert Lachance) : Linus Caldwell
- Al Pacino (VF : José Luccioni et VQ : Luis de Cespedes) : Willy Bank
- Andy García (VF : Bernard Gabay et VQ : Jean-Luc Montminy) : Terry Benedict
- Don Cheadle (VF : Lucien Jean-Baptiste et VQ : François L'Écuyer) : Basher Tarr
- Bernie Mac (VF : Tola Koukoui et VQ : Éric Gaudry) : Frank Catton
- Ellen Barkin (VF : Marie Vincent et VQ : Claudine Chatel) : Abigail Sponder
- Elliott Gould (VF : Bernard Tiphaine et VQ : Jean-Marie Moncelet) : Reuben Tishkoff
- Carl Reiner (VF : Jo Doumerg et VQ : Hubert Fielden) : Saul Bloom
- Casey Affleck (VF : Carol Styczen et VQ : Sébastien Reding) : Virgil Malloy
- Scott Caan (VF : Jérôme Pauwels et VQ : Louis-Philippe Dandenault) : Turk Malloy
- Eddie Jemison (VF : Philippe Siboulet et VQ : Renaud Paradis) : Livingston Dell
- Vincent Cassel (VF : lui-même) : baron François « Le Renard de la Nuit » Toulour
- Shaobo Qin : Yen
- Michael Mantell : Docteur Stan
- Eddie Izzard (VF : Pierre-François Pistorio et VQ : Tristan Harvey) : Roman Nagel
- Olga Sosnovska : Debbie
- Jerry Weintraub : Denny Shields
- Noureen DeWulf : la fille de l'exposition égyptienne
- Julian Sands (VF : François Dunoyer) : Greco Montgomery
- Jon Wellner : le bagagiste
- David Paymer (VF : Pierre Laurent) : le chroniqueur du Prix des 5 Diamants
- Bob Einstein (VF : Bernard Jung) : agent Caldwell
- Oprah Winfrey : elle-même (images d'archives)
- Akebono : lui-même
- Michael J. Harney : le responsable du blackjack
- Margaret Travolta : la secrétaire de Bank
- Scott L. Schwartz : Bruiser

- Version française
  - Studio de doublage : Atouts Company
  - Direction artistique : Michel Derain
  - Adaptation : Philippe Videcoq

Sources VF, et VQ

## Production

### Développement
Lors du Festival international du film d'Édimbourg, Steven Soderbergh explique que George Clooney et lui voulaient conclure la saga en beauté après un Ocean's Twelve trop compliqué pour une conclusion : « Nous avons fait Ocean's 13 car nous pensions pouvoir le faire mieux que Ocean's Twelve ». George Clooney relate que Soderbergh désirait d'ailleurs initialement nommer le film Ocean's: The One We Should Have Made Last Time (« Ocean's : le film que nous aurions dû faire au départ »). Steven Soderbergh ajoute avec humour : « Si vous posez la question à Jerry [le producteur], il vous dira qu'il y en aura une vingtaine. Mais il va falloir passer le flambeau à la prochaine génération, parce que, très bientôt, nous aurons besoin de poches pour colostomie et de fauteuils roulants ». Par ailleurs, Steven Soderbergh explique que le projet est « en grande partie motivé par notre désir de travailler à nouveau tous ensemble. Je dis bien "tous" car sinon le jeu n'en vaudrait pas la chandelle ». George Clooney ajoute « Nous formons un groupe désireux de travailler ensemble le plus souvent possible. Nous partageons la même philosophie à propos de notre métier, à savoir que nous serions vraiment stupides de ne pas y prendre du plaisir et de ne pas mesurer nos privilèges. Cependant, il est assez incroyable d'avoir réussi à concilier les plannings de tant d'acteurs passablement occupés. » Jerry Weintraub a réussi à réunir toute la bande en les prévenant un an à l'avance du début du tournage.
L'écriture du scénario est confié à David Levien et Brian Koppelman, notamment car Steven Soderbergh apprécie leur travail sur Les Joueurs (1998).

### Attribution des rôles
C'est le producteur Jerry Weintraub qui a suggéré Al Pacino pour le rôle de Willy Bank : « C'est un merveilleux acteur et un ami de longue date, qui avait une place toute désignée dans ce film ». Jerry Weintraub avait travaillé avec lui pour La Chasse (1980).
Ellen Barkin incarne ici Abigail Sponder. Dans Ocean's Twelve, elle avait tourné un caméo finalement coupé au montage. Steven Soderbergh raconte « Je lui devais une revanche ! Cet épisode d'Ocean's Twelve où elle donnait déjà la réplique à Matt, dégageait une telle sensualité que nous avons vite su qui devait jouer Abigail ».
Topher Grace, qui jouait son propre rôle dans les deux précédents films, n'a pas pu revenir en raison du tournage de Spider-Man 3 (2007).

### Tournage
Le tournage a eu lieu dans le Nevada (comté de Clark, Las Vegas dont le Bellagio, l'aéroport de Las Vegas-McCarran), en Californie (Warner Bros. Studios, Rosamond, Los Angeles) ainsi qu'à Moorgate à Londres.
Steven Soderbergh explique l'intérêt d'avoir tourné aux Warner Bros. Studios de Burbank : « Il nous aurait fallu deux fois plus de temps si nous avions tout filmé en décors naturels. J'avais besoin d'un environnement parfaitement contrôlé et c'était une démarche logique de tourner cette partie en studio. J'ai donc demandé à Philip Messina [le chef décorateur] un décor somptueux, légèrement dément, qui refléterait la vision et la personnalité de son propriétaire et concepteur Willy Bank ». Philip Messina explique « Je me suis dit que je n'aurais peut-être jamais plus l'occasion de concevoir et bâtir un décor à cette échelle pharaonique. J'ai choisi une inspiration pseudo-asiatique, très audacieuse, car à Vegas, le spectacle, la fantaisie et l'ostentation sont de mise ».

### Musique
Bandes originales de Ocean's
Ocean's Twelve
(2004) Ocean's 8
(2018)
On peut entendre dans ce film plusieurs reprises de thèmes musicaux classiques ; ainsi on peut entendre un Clair de lune de Claude Debussy beaucoup plus électronique que dans sa première version. On trouve également un thème mondialement connu de Duke Ellington, Caravan. On peut également entendre le Thème de Lara (Lara's Theme), bande originale du Docteur Jivago, au moment où Matt Damon est rejoint par Ellen Barkin dans sa chambre pour l'empêcher de réagir lors du trucage du casino.
L'album de la bande originale, édité chez Warner Bros. Records, contient principalement les compositions originales de David Holmes, déjà compositeur sur les films précédents et sur un autre film de Steven Soderbergh, Hors d'atteinte (1998).
Listes des titres,
1. Not Their Fight
2. 11, 12 & 13
3. Benedict Returns
4. Kensington Chump
5. Trapdoor Man
6. Laptops
7. Zippo's
8. Shit!Shit!Shit!
9. Dice Men
10. Diamond Location
11. The Nose
12. Caravan (interprété par Puccio Roelens)
13. Suite Bergamasque, Claire De Lune, No. 3 interprété par Isao Tomita)
14. Grand Opening
15. Earthquake
16. Fender Roads
17. Snake Eyes
18. All Sewn Up
19. This Town (interprété par Frank Sinatra)
20. Soul Town (interprété par The Motherhood)

## Accueil

### Accueil critique
Contrairement au premier film de la série, l'ensemble des critiques est contrasté, avec une moyenne de 2.4⁄5 pour 24 titres de presse compilés par le site Allociné.
Selon Rotten Tomatoes, cependant, le film a obtenu 70 % d'avis favorables des spectateurs (sur la base de 196 commentaires), et une moyenne de 6,4⁄10.
Du côté des avis positifs, Caroline Vié de 20 minutes met en avant « un scénario malin et une mise en scène fluide ». Michel Cieutat de la revue Positif décrit le film comme « un indéniable plaisir des yeux qui se suffit à lui-même et demeure bien au-delà de l'intrigue (...) Que demander de plus, quand la culture (presque) savante et la culture (vraiment) populaire ne font plus qu'une ? » Selon Télérama « Il ne s'agit pas ici de faire progresser un récit façon feuilleton ni d'inventer de nouvelles perspectives, mais bien de répéter, d'un film à l'autre, la même jubilation, le même jeu spectaculaire et malin, dont le spectateur est désormais le complice averti ».
Mais d'après un autre journaliste de Télérama « jamais Soderbergh n'avait semblé à ce point blasé face à la "staritude" de ses acteurs (...) Bref, tout cela est sinistre comme une tablée de patrons bronzés en train de comparer leur golden parachutes ». La critique parue dans Libération est elle aussi négative : « ce blockbuster sans spectacle est un ratage impitoyable du début à la fin : rien ne fonctionne, le scénario est incohérent et les acteurs s'en foutent royalement ».

### Box-office
En France, il se classe à la 21e place du box-office annuel de 2007. Au Canada et aux États-Unis, il atteint le 26e rang annuel. il est par ailleurs le film le moins lucratif de la saga, juste derrière Ocean's Eleven et Ocean's Twelve.
| Pays ou région    | Box-office        | Date d'arrêt du box-office | Nombre de semaines |
| ----------------- | ----------------- | -------------------------- | ------------------ |
| États-Unis Canada | 117 154 724 $     | 20 septembre 2007          | 15                 |
| France            | 1 633 507 entrées |                            | 12                 |
| Total mondial     | 311 312 624 $     | -                          | -                  |

## Distinctions
Entre 2007 et 2008, Ocean's Thirteen est sélectionné dans diverses catégories et remporte une récompense,.

### Récompense
- People's Choice Awards 2008 : alchimie préférée à l'écran pour George Clooney et Brad Pitt

### Nominations et sélections
- Festival de Cannes 2007 : sélection hors-compétition[25]
- Teen Choice Awards 2007[24],[25] :
  - Meilleur film de comédie
  - Meilleur méchant pour Al Pacino
  - Meilleure alchimie pour George Clooney, Casey Affleck, Scott Caan, Don Cheadle, Matt Damon, Elliott Gould, Eddie Jemison, Bernie Mac, Brad Pitt, Shaobo Qin, Carl Reiner, Eddie Izzard et Andy García
- Brutus du cinéma 2008 : meilleur film étranger[25]
- Costume Designers Guild 2008 : meilleurs costumes contemporains pour Louise Frogley
- BET Awards 2008 : meilleur acteur pour Don Cheadle

## Analyse